# Краснопутиловка
Краснопутиловка — деревня в Полтавском районе Омской области России. Входит в состав Ворошиловского сельского поселения.

## История
Основана в 1913 году. В 1928 году участок Бельдеж № 30 состоял из 11 хозяйств, основное население — украинцы. В составе Бельдежского № 12 сельсовета Полтавского района Омского округа Сибирского края. В 1982 году Указом Президиума Верховного Совета РСФСР поселок Бельдеж № 30 переименован в Краснопутиловка.

## Население
| 1926 | 2010 |
| ---- | ---- |
| 66   | ↗249 |